# Leganiel
Leganiel es un municipio y localidad española de la provincia de Cuenca, en la comunidad autónoma de Castilla-La Mancha. El término municipal tiene una población de 226 habitantes (INE 2024). Destaca por ser un pintoresco pueblo castellano, situado en la Alcarria conquense, del que destacan sus típicas casas blancas, su iglesia románica tardía y, debido a su ubicación en un alto, las vistas de la vega hasta el río Tajo y la llanada que se extiende hasta la sierra de Guadarrama. Sus tierras se denominan "de pan llevar", es decir de trigo, centeno, cebada y avena, algo de aceite y hace tiempo alguna vid. Su principal sustento es por tanto la agricultura y hace tiempo, la fabricación de objetos de esparto como sogas, lías, cubiertas y felpudos.

## Geografía
Leganiel está situado a 95 km de Cuenca, la capital de la provincia, a 26 km de Tarancón y a 83 km de Madrid.

## Historia
La primera referencia escrita que existe sobre Leganiel es de 1553, ya que el 21 de marzo de este año se le concedió el honroso título de villa por el príncipe Felipe, documento hoy en día desaparecido, en el que se leía:

"Privilegio de la villa de Leganiel para que tenga jurisdicción por sí y sobre sí e sea villa 
Cuyo privilegio es dado por 
la Cesare Mag.d del Sr Carlos 
V y su Madre D. Juana 
y en sus señores por el Sr. príncipe 
D. Felipe, su fecha en Madrid 
a 21 de marzo de 
1553 años".

Pidió el privilegio, en nombre de Leganiel, el escribano Gabriel Sánchez Rojo para obtener la independencia de nuestro pueblo de la jurisdicción de Huete por los vejámenes que sufría, injusticias que había que tolerar y abusos indefinidos a que se veía sometido. 
De la lectura de dicho privilegio se deduce que tenía Leganiel una dehesa boyal donde no podían pastar los vecinos de Huete y un monte llamado de Tajado, donde crecían el roble y el pino, y de aquí los nombres de Ladera de la Pinosa y Ladera del Robledal que hoy se conservan. 
¿Existieron en Leganiel las insignias de ser villa realenga? Parece ser que sí. Consistía la picota o rollo en una pequeña escalinata de piedra, sobre la que se elevaba una columna coronada por las armas reales y terminada en cruz de hierro y servía a más de pública manifestación de pertenecer al rey aquel lugar, de sitio donde se verificaban las ejecuciones. Se colocaba en las plazas o en las afueras del pueblo. La existencia en Leganiel del Cerrillo de la Horca hace suponer que allí estaba la picota. Parece que sus restos fueron traídos a Leganiel pintados de verde e instalados en lo que se llamó por esto Plaza de la Cruz Verde, lugar hoy de propiedad particular, aunque ya no existe la cruz y todo ha desaparecido por completo.
En 1578 la Junta del Ayuntamiento contestaba a los interrogatorios mandados hacer por Felipe II, reflejados en las "Relaciones de los pueblos del Obispado de Cuenca"; en ellas ya se indica el desconocimiento del origen del pueblo. Parece claro que en el periodo de la orden de Calatrava, a ella pertenecieron estas tierras. Se conserva, expuesto al público, en el Ayuntamiento las "Ordenanzas de la Vera Cruz" de fecha 20-03-1562, que demuestra la existencia ya en esta época de cofradías en Leganiel (ver documento en el botón superior de la izquierda).
A mediados del siglo XIX, el lugar contaba con una población censada de 1106 habitantes. La localidad aparece descrita en el décimo volumen del Diccionario geográfico-estadístico-histórico de España y sus posesiones de Ultramar de Pascual Madoz de la siguiente manera:

LEGANIEL: l. con ayunt. en la prov. y dióc. de Cuenca (12 leg.), part. jud. de Tarancon (3), aud. terr. de Albacete (26), c. g. de Castilla la Nueva (Madrid 12): sit. al estremo O. de la prov. sobre una altura de piedra de yeso con declive a una pingüe y estensa vega, interpuesta entre la pobl. y una colina que sirve de dique al r. Tajo; goza de buena ventilacion y clima frio y sano. Tiene 280 casas, de poca elevacion y escasas comodidades, las calles son malas y de forma irregular; hay casa de ayunt. y cárcel; un pósito con 650 fan. de trigo comun, de fondo; escuela de primeras letras concurrida por los niños de ambos sexos y dotada con 2,400 rs. de propios y abasto de carnes; la igl. parr. bajo la advocacion de San Antolin, está servida por un cura de entrada y un sacristan: próximas al pueblo hay 2 ermitas, la una denominada Ntra. Sra. de la Caridad y la otra el Sto. Cristo Resucitado, y á 500 pasos al O. se halla el campo santo bien ventilado y nada perjudicial á la salubridad: para los usos domésticos se surten de 2 fuentes de mala agua que hay fuera de la pobl., y para beber de la del r. ya mencionado. Confina el térm. por N. con el de Illana, prov. de Guadalajara; E. baldíos de la c. de Huete; S. Barajas de Melo, y O. cas. de Lobinillas: el terreno en su mayor parte es muy fuerte y otra pequeña porcion calverizo ó flojo, de suerte que si á la falta de aguas del suelo se sigue un año algo seco, su cosecha es muy escasa; se hallan en cultivo 5,600 fan. de tierra de segunda y tercera calidad; 276 de viñedo y 170 plantadas de olivos: el r. Tajo sruza su térm. por el estremo O., siendo forzoso para cruzarle el hacerlo por la barca del molino denominado del Maquilon, sit. en el térm. de lllana, ó por la de Almonacid de Zorita: los caminos son locales y su estado mediano: la correspondencia la recibe de la adm. de Tarancon. prod.: trigo candeal, comun, centeno, cebada y algun vino y aceite; se cria ganado lanar, caza de liebres, y anguilas y peces en el Tajo. ind.: la agrícola y fabricacion de objetos de esparto como sogas, lias y felpudos. comercio: la esportacion del esparto labrado para Madrid, Castilla la Vieja y otros puntos, y de cereales sobrantes, y la importacion de algunos art. pobl.: 278 vec., 1,106 alm. cap. prod.: 2.262,300 rs. imp.: 113,115. El presupuesto municipal asciende á 2,700 rs., de los cuales se da al secretario de ayunt. 1,500 y se cubre con los fondos de propios.
(Madoz, 1847, pp. 122-123)

## Demografía
Leganiel cuenta con una población de 226 habitantes (INE 2024).
| Gráfica de evolución demográfica de Leganiel entre 1842 y 2021                                                      |
| |
| Población de derecho según los censos de población del INE Población de hecho según los censos de población del INE |

Leganiel sufrió en gran medida la emigración en la década de 1970 a Madrid, pasando su población de 1038 habitantes en el censo de 1970, a 561 en el censo de 1981.

## Servicios públicos
Leganiel cuenta con colegio, biblioteca, campo de fútbol, frontón y un almacén multiusos.

## Patrimonio

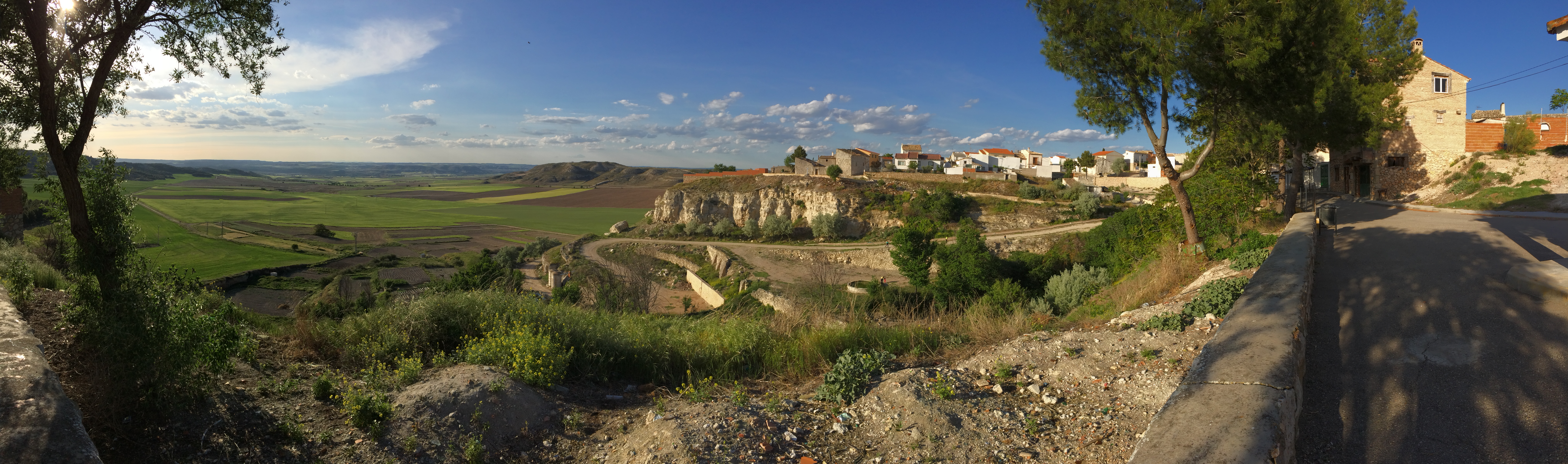
Vista panorámica de la vega y el lavadero de Leganiel en primavera

La iglesia está situada en la parte más baja del lugar. En el siglo XIX estaba bajo la advocación de San Antolín y en la actualidad la de Nuestra Señora de la Asunción. Es de planta románica y la techumbre gótica. La planta de la torre es cuadrada y está ocupada al nivel del piso por la pila bautismal, de gran tamaño y estilo románico. Hay algunas tallas de imágenes de gran valor. La puerta de entrada a la nave principal procede del convento de San Francisco de Huete y es una verdadera joya. Destaca también el altar dedicado al Santísimo Cristo de la Luz, restaurado recientemente.
Es propiedad de la villa un Cáliz-Custodia de plata, dorado en sectores, calificado como magnífico en la "Guía Larrañaga", depositado actualmente en el Museo Diocesano de Cuenca.

## Fiestas
Las fiestas patronales en honor al Santísimo Cristo de la Luz se celebran anualmente el tercer domingo de septiembre. Hay un buen ambiente y alegría en ellas. El viernes dan comienzo las fiestas con la ofrenda floral y por la noche Fuegos Artificiales y baile en la plaza del pueblo. El sábado suelta de reses y por la noche baile. Y el domingo por la mañana Santa Misa y por la tarde procesión en honor al Santísimo Cristo de la Luz por el itinerario de costumbre.
A mediados de enero cabe destacar la fiesta de San Antón, se celebra cercana a la festividad de dicho santo (17 de enero), donde los lugareños celebran una día de fiesta junto a una gran hoguera que se realiza en el almacén del pueblo, amenizándolo todo con una gran cena y un baile de fin de fiesta.

## Artesanía
Pueblo con gran solera en la manufactura del esparto. De aquí son famosas las cubiertas y peludos, hechos de este material, que servían como alfombras en las economías familiares más rurales. También se confeccionaban cestos, felpudos, lias y espuertas con el mismo esparto. En los tiempos de mayor auge de esta manufactura, Leganiel fue conocido como el pueblo del esparto.

## Gastronomía
Debido a que es un pueblo dedicado desde antiguo a la labranza y al pastoreo, algunos de los platos típicos son:
- Gachas: papilla hecha con harina de almortas tostada con aceite de oliva y pimentón, que se come untando pan y compartiendo, entre los comensales, el mismo puchero. Manjar exquisito si además se acompaña de carne de panceta, pimientos, setas...
- Zarajos: Carne de cordero, aromatizada con ajo y asada ensartada en sarmientos de parra.
- Migas: pan desmigado y frito con carne de cerdo y ajo. Exquisito acompañado de uvas.
- Collejas: Las collejas son una verdura parecida a la espinaca y originaria de esta zona de Leganiel que, cocidas y con un revuelto de huevo o acompañando a un cocido, tienen un sabor riquísimo.
- Cordero: Excelente el de Leganiel.
- Caza menor: Conejo, liebre, perdiz y pichón en todas sus variedades.
- Dulces/postres: Papartas, calandrajas, rosquillas, miel, almendras, higos y uvas.